# Wahlbezirk Österreich unter der Enns 40
Der Wahlbezirk Österreich unter der Enns 40 war ein Wahlkreis für die Wahlen zum Abgeordnetenhaus im österreichischen Kronland Österreich unter der Enns. Der Wahlbezirk wurde 1907 mit der Einführung der Reichsratswahlordnung geschaffen und bestand bis zum Zusammenbruch der Habsburgermonarchie.

## Geschichte
Nachdem der Reichsrat im Herbst 1906 das allgemeine, gleiche, geheime und direkte Männerwahlrecht beschlossen hatte, wurde mit 26. Jänner 1907 die große Wahlrechtsreform durch Sanktionierung von Kaiser Franz Joseph I. gültig. Mit der neuen Reichsratswahlordnung schuf man insgesamt 516 Wahlbezirke, wobei mit Ausnahme Galiziens in jedem Wahlbezirk ein Abgeordneter im Zuge der Reichsratswahl gewählt wurde. Der Abgeordnete musste sich dabei im ersten Wahlgang oder in einer Stichwahl mit absoluter Mehrheit durchsetzen. Der Wahlkreis Österreich unter der Enns 40 umfasste die Stadt Wiener Neustadt.
Aus der Reichsratswahl 1907 ging Engelbert Pernerstorfer (Sozialdemokratische Arbeiterpartei) als Sieger hervor. Er setzte sich in der Stichwahl mit 60 Prozent gegen den Christlichsozialen Karl Prokop durch. Bei der Reichsratswahl 1911 konnte sich Pernerstorfer mit 51 Prozent bereits im ersten Wahlgang durchsetzen und sein Mandat verteidigen.

## Wahlen

### Reichsratswahl 1907
Die Reichsratswahl 1907 wurde am 14. Mai 1907 (erster Wahlgang) sowie am 23. Mai 1907 (Stichwahl) durchgeführt.

#### Erster Wahlgang
| Kandidat                                                                    | Partei                             | Wahlkreis- stimmen | Stimmen- anteil |
| --------------------------------------------------------------------------- | ---------------------------------- | ------------------ | --------------- |
| Engelbert Pernerstorfer                                                     | Sozialdemokratische Arbeiterpartei | 2092               | 46,88 %         |
| Karl Prokop                                                                 | Christlichsoziale Partei           | 1185               | 26,56 %         |
| Heinrich Kienmann                                                           | Deutsche Volkspartei               | 1183               | 26,51 %         |
| Sonstige                                                                    |                                    | 2                  | 0,04 %          |
| Wahlberechtigte: 4775, Ungültige/Leere Stimmen: 46, Wahlbeteiligung: 94,4 % |                                    |                    |                 |

#### Stichwahl
| Kandidat                                                                     | Partei                             | Wahlkreis- stimmen | Stimmen- anteil |
| ---------------------------------------------------------------------------- | ---------------------------------- | ------------------ | --------------- |
| Engelbert Pernerstorfer                                                      | Sozialdemokratische Arbeiterpartei | 2598               | 60,2 %          |
| Karl Prokop                                                                  | Christlichsoziale Partei           | 1715               | 39,8 %          |
| Wahlberechtigte: 4755, Ungültige/Leere Stimmen: 162, Wahlbeteiligung: 93,7 % |                                    |                    |                 |

### Reichsratswahl 1911
Die Reichsratswahl 1911 wurde am 13. Juni 1911 (erster Wahlgang) durchgeführt. Die Stichwahl entfiel auf Grund der absoluten Mehrheit von Pernerstorfer im ersten Wahlgang.
| Kandidat                                                                    | Partei                             | Wahlkreis- stimmen | Stimmen- anteil |
| --------------------------------------------------------------------------- | ---------------------------------- | ------------------ | --------------- |
| Engelbert Pernerstorfer                                                     | Sozialdemokratische Arbeiterpartei | 2599               | 51,1 %          |
| Franz Kammann                                                               | Deutsche Volkspartei               | 1868               | 36,8 %          |
| Heinrich Pasler                                                             | Christlichsoziale Partei           | 605                | 11,9 %          |
|                                                                             | Sonstige                           | 10                 | 0,2 %           |
| Wahlberechtigte: 5444, Ungültige/Leere Stimmen: 75, Wahlbeteiligung: 94,7 % |                                    |                    |                 |